# Corunna (Indiana)
Corunna és una població dels Estats Units a l'estat d'Indiana. Segons el cens del 2000 tenia 254 habitants.

## Demografia
Segons el cens del 2000, Corunna tenia 254 habitants, 85 habitatges, i 64 famílies. La densitat de població era de 576,9 habitants per km².
Dels 85 habitatges en un 29,4% hi vivien nens de menys de 18 anys, en un 60% hi vivien parelles casades, en un 8,2% dones solteres, i en un 24,7% no eren unitats familiars. En el 16,5% dels habitatges hi vivien persones soles el 7,1% de les quals corresponia a persones de 65 anys o més que vivien soles. El nombre mitjà de persones vivint en cada habitatge era de 2,99 i el nombre mitjà de persones que vivien en cada família era de 3,47.
Per edats la població es repartia de la següent manera: un 27,6% tenia menys de 18 anys, un 9,4% entre 18 i 24, un 28,3% entre 25 i 44, un 27,2% de 45 a 60 i un 7,5% 65 anys o més.
L'edat mediana era de 35 anys. Per cada 100 dones de 18 o més anys hi havia 104,4 homes.
La renda mediana per habitatge era de 40.625$ i la renda mediana per família de 49.688$. Els homes tenien una renda mediana de 37.708$ mentre que les dones 22.031$. La renda per capita de la població era de 19.301$. Cap de les famílies i el 4,8% de la població estaven per davall del llindar de pobresa.

## Poblacions més properes
El següent diagrama mostra les poblacions més properes.